# Michael Nagnzaun
Michael Nagnzaun OSB (* 19. März 1789 in Salzburg als Josef Nagnzaun; † 9. September 1860 in Dornbach) war ein österreichischer Geistlicher und Musiker.

## Leben
Michael Nagnzaun wurde am 19. März 1789 als Sohn des fürsterzbischöflichen Kanoniers Franz Nagnzaun und der Maria Theresia Forster in der Stadt Salzburg geboren und in weiterer Folge auf den Namen Josef getauft. Sein mehr als elf Jahre älterer Bruder war Albert Nagnzaun (1777–1856), der ebenfalls Benediktiner wurde und unter anderem von 1818 bis 1857 der 79. Abt des Benediktinerstiftes Sankt Peter in Salzburg war. Im Jahre 1806 trat Josef Nagnzaun in das Stift St. Peter in Salzburg ein, wo er den Ordensnamen Michael erhielt. Nach abgeschlossener Schulbildung studierte er an der Universität Salzburg Theologie. An seinem 21. Geburtstag legte er am 19. März 1810 die Profess ab und wurde am 21. Dezember 1811 zum Priester geweiht. Am 12. August 1812 wurde er Kurat. Aufgrund seiner großen musikalischen Begabung wurde Nagnzaun bereits im Jahre 1813 zum Chorregens in St. Peter ernannt. Darüber hinaus fungierte er von 1817 bis 1819 als Professor am Akademischen Gymnasium Salzburg und war gleichzeitig Kaplan in der Benediktinerinnenabtei Nonnberg auf dem gleichnamigen Festungsberg in Salzburg. Danach war er ab 1819 als Seelsorger und Musiker in Wieting (Kärnten) tätig; dort wurde er bereits im darauffolgenden Jahr zum Pfarrer und Administrator ernannt. Von der Pfarrkirche Wieting aus kam er im Jahre 1837 als Pfarrer in die damals noch eigenständige Gemeinde Dornbach vor den Toren Wiens, wo er bis zu seinem Tod verweilte. Michael Nagnzaun, der sich zeitlebens große Verdienste um die Überlieferung alter Musik erwarb, starb am 9. September 1860 im Alter von 71 Jahren in Dornbach. Zu seinen Werken zählen verschiedene Predigten, mehrere Tantum ergo, Antiphonen zu Vespern und Totenoffizien, mehrere Messen; zahlreiche Manuskripte und andere Teile seiner Werke befinden sich heute im Musikarchiv von St. Peter.